# Представительство Правительства на Родине
Представительство правительства на Родине, Делегатура (пол. Delegatura Rządu na Kraj) — тайный высший орган административной власти в оккупированной Польше, образованный в 1940 году. Во главе этого органа стоял представитель (делегат) правительства в изгнании.
Делегатура руководила работой гражданского сектора. В её задачи входило постоянное содержание государственных учреждений, обеспечение нормального функционирования государства, приготовление принятия контроля над страной после окончания войны, учёт действий оккупантов и документация военных преступлений, охрана и спасение культурных ценностей.
15 ноября 1942 года Политический координационный комитет (пол. Polityczny Komitet Porozumiewawczy) принял устав Делегатуры, разработанный представителем правительства на Родине Яном Пекалкевичем (пол. Jan Piekałkiewicz). Делегату и его трём заместителям подчинялись департаменты:
- департамент внутренних дел
- департамент казны
- департамент промышленности и торговли
- департамент общественного просвещения
- департамент транспорта
- департамент пропаганды и печати
- департамент труда, социального попечения и здоровья
- департамент почты и телеграфа
- департамент реставрации
- департамент правосудия и законности
- департамент сельского хозяйства
- департамент ликвидации последствий войны
- комитет законодательной координации
- Национальный совет

Департаменты в свою очередь контролировали окружные представительства (делегатуры) правительства, а те, в свою очередь, уездные представительства (делегатуры) правительства.
В марте 1943 деятель Совета содействия евреям «Жегота» Витольд Бенковский (пол. Witold Bieńkowski, псевдоним «Венцки») создал Еврейский отдел делегатуры правительства на Родине.
17 апреля 1944 особая боевая группа при главном штабе Армии людовой, под командованием подполковника Ежи Фонковича (пол. Jerzy Fonkowicz) провела (как утверждается антикоммунистическим источником — в оперативном сотрудничестве с гестапо) акцию по захвату архива делегатуры Правительства на Родине на ул. Познанской, 12 в Варшаве. В результате разгрому подверглась подпольная сеть Армии крайовой, а АЛ получила данные о довоенных агентах полиции в рядах коммунистических, социалистических и других леворадикальных и левых движений.
Органом печати делегатуры был ежемесячник «Республика Польша» (пол. Rzeczpospolita Polska).

## Интересные факты
- Политики Делегатуры  известили   гестапо в Варшаве о дате Варшавского восстания Архивная копия от 5 августа 2015 на Wayback Machine.